# Empresa de aguas corrientes Francisco Arró
La ciudad argentina de Carmen de Patagones fue el único asentamiento de la República Argentina - fuera de dos ciudades capitales - que ya tenían una pequeña red de provisión domiciliaria de aguas corrientes en manos de privadas, cuyos habitantes desde el año 1874 fueron teniendo la red de aguas corrientes suministrada por una empresa privada.

## Historia del emprendimiento
Teniendo en cuenta el agua natural del río a escasos metros de su fonda, pone en funcionamiento una noria a fin de elevar el agua para sus necesidades propias. En el 1874 unos vecinos le solicitan que les haga una extensión, y en esa forma los aledaños se van sumando con un servicio precario de aguas corriente. En esa forma simple fue conectando servicio a domicilio de aguas corrientes en unas 12 manzanas que correspondían a las casas que estaban sobre la ribera. En este momento se hace la siguiente reflexión - ¿A quien se le puede ocurrir la idea en ese tiempo y momento de crear una empresa de aguas corrientes en una escasa población ???. Patagones estaba integrado por más o menos unas 2.000 personas. Los hechos y las circunstancias, conjuntamente con el requerimiento de los vecinos, llevaron a formar la idea del Sr. Arró de poder formalizar un emprendimiento de un servicio público de aguas corriente. En ese estado se llamaba “Empresa de Patagones” ,” Empresa de Aguas”o “ Empresa Arró” . Se toma el nombre de “Empresa Arró” y esa denominación de “Empresa” prevaleció siempre que estuvo dirigida por la familia. Por ello se confirma que la fecha año 1874 es la iniciación de este servicio en Patagones, y las fechas de años 1878 – 1880 o 1884 y alguna otra, son fechas cuando empiezan a tomar intervención distintos organismos públicos, específicamente en Patagones, la Corporación Municipal.
Los niveles del suelo en Patagones son muy diferentes haciendo necesario elevar el agua arriba de los 30 m y más a partir del nivel de la ribera del río . En el año 1880, se instala un tanque metálico en la Plaza “7 de Marzo” elevando el agua con motor a gas pobre que se ubicó en la llamada “Casa de Piedra” . En el año 1878 esta casa pasa a ser propiedad del Sr. Francisco Arró. Como decimos anteriormente, a fines de la década del 80, con el tanque de unos 10.000 L de capacidad, extendía el servicio a los usuarios que tenían sus propiedades en la parte alta de Patagones que abarcaban unas 50 manzanas en unas 20 calles y cerca de 350 casas
Francisco tiene que vender sus propiedades para poder seguir manteniendo la empresa de aguas y también ampliarla en la medida que se detalla más adelante, ya que hasta ese momento tenía la pequeña red en las manzanas de la costa que daban al río y por medio, en principio, de aguateros se repartía el agua a los habitantes para su consumo, hasta tanto se fueran construyendo la red de cañerías principales y los distintos tanques de almacenamiento que fueron el tanque cuadrado de cemento, dos tanques australianos de chapas de zinc, uno grande y el otro más chico, y el tanque de hierro elevado, (llamado Colorado) que se desmoronó el día 29 de enero de 196l, por falta de mantenimiento todos ellos en la que hoy es el boulevard Arró, después que se ubicó la usina donde en la actualidad sigue extrayéndose y elevando el agua. Ya en 1888 Patagones tenía 220 manzanas con más de 700 casas en 45 calles.

Nota al dorso: con este casamiento quedan legitimados los varoncitos propios de los contrayentes, a saber: FLORENCIO ESTEBAN y FRANCISCO NICOLAS cuyas partidas ocurren a la página 86 del libro XXIII y página 139 del libro XXV”.
Siempre en su vida de relación, Francisco, hombre fuerte (se cuenta de personas de esa época que se le veía transportar en su hombro pesados caños con los cuales se realizaba la extensión de la red de aguas corrientes) simple, (lo indicaba su firma F. ARRÓ completamente legible ) y dedicado a la comunidad, ya que fue, en el año 1875, conjuntamente con otros españoles, fundador de la Sociedad Española de Patagones, actuando siempre en ella y siendo su presidente 1891 a 1894 , 1895 a 1896 por renuncia del titular y 1903 a 1906 .
Debe acotarse que llegó a Patagones su hermano mayor Andrés Arró nacido también en el mismo pueblo de España, corriendo el año 1879, y posteriormente se radica en Viedma y abre un negocio de mensajería y fonda. Al igual que Francisco, es una persona que se integra a su comunidad, y cuando se desarrolla la posibilidad de que la capital del Territorio Nacional de Río Negro sea ubicada en Choele Choel, se organiza una comisión popular integrada por 6 personas, una de las cuales es Andrés, la cual se transformó en una fuerza de opinión poderosa. Por su capacidad y ascendiente, vasta cultura y conocimientos, es nombrado Presidente del Concejo Municipal de Viedma en el período l de febrero de 1900 hasta junio de 1902. Pero hay algo especial que hace a la historia de Andrés. Arró también se constituye en un pionero y el 25 de mayo de 1899 inaugura el servicio de aguas corrientes para Viedma, pero la inundación del mes de julio de ese mismo año le afecta grandemente, y lo deja prácticamente en la miseria sin poder proseguir la obra. 
En el año 1894 se importa una partida de medidores de origen francés, que no se llegó a completar su instalación ya que el agua en ese momento no se filtraba lo que determinaba que los medidores no podían funcionar bien.
Entrando en el siglo 20, después de la inundación la
empresa tiene que hacer un organigrama total para la correcta distribución del líquido agua, por lo tanto extiende una red de cañerías madre a tres niveles, alto, medio y bajo para lograr que los usuarios tengan la suficiente presión a fin de que el agua llegue a los tanques privados de almacenamiento.
Se instala la Usina en la manzana frente al río, en las calles Moreno- Córdoba y Estados Unidos que sigue siendo el lugar actual de la extracción del agua desde el río, y se plantan los nuevos motores, uno de los primeros es un motor Deutz Otto de un cilindro horizontal. Este cilindro único tenía un diámetro de casi 8 dm y un largo de más de 15 dm, y su arranque era por medio de una inyección de aire comprimido y, previamente había que poner en punto de arranque el cilindro, lo cual se hacía mediante una palanca que desde un punto de apoyo movía el volante. Este volante hacía rodar una correa de cuero de 32 cm de ancho con sus guardas y con un vuelo de más de 10 m hasta las bombas aspirantes-impelentes que elevaban el agua a los tanques. Acotamos que cuando se cortaba la correa el latigazo producía un tremendo ruido, y para su reparación se usaba un cepo de doble boca de madera que contraía la correa a la tensión determinada y se la podía coser con tientos para volver a funcionar correctamente. En la década del año 30 se instala un motor diesel marino Deutz Otto de 4 cilindros vertical que era una avanzada de la industria motriz de esa época. El volante del motor que nos referimos anteriormente se encuentra depositado actualmente en el medio del boulevard Arró.
Francisco Arró falleció el 25 de agosto de 1918 – En la despedida de sus restos fue resaltada la vida y obra de este catalán que dio mucho a la tierra maragata que lo tuvo en su seno...
Pasan muchos años y se construye un tanque australiano con capacidad de millones de litros, para el decantamiento de las aguas, previo al filtrado, en la manzana de la costa donde funcionaba la usina. Los 4 filtros rápidos que se instalaron eran de hierro en forma de embudo y en su interior se ponían capas de pedregullo grandes, disminuyendo ellas en dimensiones decrecientes y las últimas eran de arenilla gruesa, mediana y fina y por último una capa de arena llamada uruguaya, pues eran extraídas del lecho del Río de La Plata. Estos filtros funcionaban 8 horas filtrando y por medio de un juego de llaves, que invertían la entrada de las aguas, se limpiaban. El filtrado era de arriba hacia abajo y la limpieza de abajo hacia arriba, de esa forma se expulsaban los residuos del agua.
Este sistema estuvo muy poco tiempo, ya que el costo y mantenimiento de su función era elevado, y la Empresa había agotado sus propios recursos y las autoridades municipales no aprobaron el aumento de las tarifas vigentes.
Decimos en este momento las consideraciones de autoridades Municipales y fuerzas vivas con respecto a la situación económica de la empresa: 
“indiscutiblemente, la situación de la empresa Arró no ha variado de entonces a ahora. Con la reducida tarifa que se le ha impuesto en la concesión, difícilmente podrá desenvolverse en forma eficiente dados los fuertes gastos que está obligada a atender para cumplir regularmente las cláusulas contractuales y ello debe contemplarlo con serenidad y altura de miras el Concejo Deliberante como un justiciero y cumplido homenaje hacia el fundador de la empresa y sus sucesores que, velando por el progreso de Patagones no escatimaron esfuerzos, “en ningún momento” , para dotar de agua a este pueblo proveyéndolo de un servicio que nos envidian y han envidiado otras localidades de mucha mayor importancia que esta.”
“Para ello, y antes de contemplar impasibles el derrumbe de la actual empresa, preferible sería sacrificar en algo al vecindario y dejar que el gobierno explote el servicio”. El promedio de agua suministrada mensualmente durante el año 1935 fue de 46.454 m³ con la distribución siguiente : 10% en servicios que se otorgan gratuitos, tales como riego de plazas, Municipalidad, Hospital , Escuelas, edificios del estado, Comisaría, etc.. De acuerdo a las tarifas que establece la Concesión Municipal, el valor de servicio sería : Sobre 900 abonados los primeros 10 m³ a pesos 0,35 $ 3.150.— El resto o sea 32.800 m³ a $ 025 $ 8.202. Total $ 11.352.
La nómina de cobranza mensual de la Empresa sobre tarifas fijas de los 900 abonados, era de pesos 5.000, suponiendo el pago de la totalidad de los mismos. Queda así establecido en resumen, que tomadas las cifras en su totalidad, la Empresa presta un servicio inferior al 50% de aquello que acuerdan las cifras de la Concesión Municipal… Estos son los resultados negativos, que tan hondamente repercutieron en las finanzas de la Empresa.
En ese momento hubo una resolución del Poder Ejecutivo Nacional, disponiendo un aumento a partir del 1 de julio, que varía entre un 50% y un 100%, al sistema tarífario que rige. NI LA SUB-DIRECCION DE OBRAS SANITARIAS DE LA PROVINCIA, NI LA MUNICIPALIDAD DE PATAGONES, HICIERON ECO AL AUMENTO SOLICITADO POR LA EMPRESA.
Aquí se acentúan los saldos negativos de su capacidad económica. Como rentaban los servicios:
$ 2,- mensuales - Terrenos con boca de entrada
$ 4,- a $ 6,- “” - Casa de familia
hasta $ 15,- “” - Comercios de consumos máximos.
$ 2,- “” - Terrenos baldíos por derecho de cañerías (la mayoría por no decir todos, no lo abonaba).
Además la Empresa proveía sin costos a Entes Municipales, Hospital, Escuelas, Correo, plazas, y algunas reparticiones públicas, y el regado de las calles de tierra que en esa época eran la totalidad. Recién en los últimos años la Municipalidad empezó a pagar un porcentaje mensual, que se hacía efectivo a fin de año.
Si a este panorama agregamos que un número muy importantes de viviendas tenían su quinta y plantaciones de árboles frutales que consumían muchos litros de agua que había que elevar, y que en determinados días, sobre todo en las estaciones primavera-verano, la Empresa llegaba a poner en sus tanques el agua para un promedio persona/día de 800 L como dato ilustrativo, el consumo persona/día siempre se calculaba que no llega a los 400 L como un máximo anormal. En la década del 30, se dio de baja un activo de $ 30.000; de deuda atrasada incobrable, lo que era casi el promedio de cobranzas mensuales de 8 meses.

## Personal principal que trabajó en la empresa
Capataz General : Sr. Tourret
Cobrador : Sr.Bordarampe
Jefe de máquinas : Sr. Gracietti
Red de cañerías : Sr. Pací
Oficinas Administrativas:
- 1 - Calle Alsina n* 245
- 2 - Calle Bynon n* 624
- 3 - Calle Mitre y Bynon

El primer tanque de agua en elevación que mencionamos anteriormente más o menos en la década de 1880, posteriormente fue puesto para su uso particular en la casa de la flia. Álvarez, Alsina y Comodoro Rivadavia donde en la actualidad funciona la Escuela “Alcides Biagetti”.

## Progresión de la Empresa
Año 1874 a 1890 - Empresa Arró
“ 1890 “ 1918 - Empresa Aguas Corrientes de Patagones
“ 1918 “ 1937 - Empresa de Aguas Corrientes“Viuda de Arró e hijos”
“ 1937 “ 1962 - Empresa de Aguas Corrientes de Patagones “Francisco Arró” S.R.L.
“ 1962 Transferida al Estado de la provincia de Bs. Aires.
2004, Aguas Bonaerense S.A. (ABSA) a 130 años, suministra el servicio de aguas corrientes a Patagones
NOTA: en el año 1948 el Concejo Deliberante de Patagones cambia el nombre al boulevard Bahía Blanca por “Boulevard Francisco Arró”.
Se apunta simplemente como final, lo manifestado por el Comandante Vernet en una carta en diciembre de 1924 donde se refiere a:

Francisco Arró   como un hombre altruista y de sentimientos nobles , pionero de la Patagonia que sólo dejó al morir,  como herencia  a  su esposa  e  hijos  nuevos sacrificios a hacer en pos del  progreso de la Empresa.

- Datos: Q5831778